# Australiseiulus poplar
Australiseiulus poplar är en spindeldjursart som beskrevs av John Stanley Beard 1999. Australiseiulus poplar ingår i släktet Australiseiulus och familjen Phytoseiidae. Inga underarter finns listade.